# Тикаль (денежная единица)
Тика́ль или тика́л — европейское (первоначально португальское; порт. ticāl) название единиц измерения массы благородных металлов (прежде всего серебра) ряда государств Индокитая, равных от 14 до 16,2 грамма (примерно половина тройской унции); второе (европейское) название монет и денежных единиц, имевших хождение в XIX — начале XX века
- в Бирме (Мьянме) — бирманский тикаль (местное название — «кьят»),
- в Сиаме (Таиланде) и Камбодже — соответственно сиамский тикаль и камбоджийский тикаль (местное название в обоих случаях — «бат»)[1][2].

## Этимология
Название «тикаль» или «тикал» (в русском языке встречаются оба варианта — чаще «тикаль»), вероятно, происходит из санскрита (санскр. tankala), что означает «клеймёная серебряная монета» и является однокоренным с наименованиями таких денежных единиц, как тенге, танга, дангх, деньга, така и т.п. Однако, возможно, это слово имеет малайские корни (малайск. tikal) и является древним местным названием одной из единиц измерения массы и/или денежных единиц. В XVI веке это понятие начало использоваться португальцами сначала в Сиаме (в настоящее время — Таиланд), а затем в Бирме (в настоящее время — Мьянма) для обозначения как самих монет местной чеканки, так и содержащейся в них массы серебра, равной примерно половине тройской унции.
Местные названия тикаля:
- в Сиаме и Камбодже — «бат»[8],
- в Бирме — «кьят» (или «кейат»), «ча» (или «джа»)[9][10].

## Основанные на тикале денежные системы
Индокитайская (Сиам, Бирма, Камбоджа, другие государства региона) система весовых и денежных единиц сформировалась под влиянием индийской и китайской систем мер и весов с учётом местных традиций. Как и любая традиционная система она менялась во времени и имела существенные локальные особенности, в том числе в рамках одного государства. Установившаяся к середине XIX века основные соотношения, подчинялась двоичному принципу счёта (в каждой более крупной денежной единице — по две более мелких) и выглядела следующим образом:
| Название единицы измерения      | Название единицы измерения | Название единицы измерения | Название единицы измерения  | Соотношение к середине XIX века | Соотношение к середине XIX века |
| Сиам                            | Камбоджа                   | Бирма                      | Другие                      | с более мелкой единицей         | с тикалем                       |
| ------------------------------- | -------------------------- | -------------------------- | --------------------------- | ------------------------------- | ------------------------------- |
| чанг                            | —                          | —                          | кэтти (кетти, катти, катто) | 40 таэлей                       | 80                              |
| тамлунг (тамлынг), хаб, пикул   | —                          | —                          | —                           | 2 таэля                         | 4                               |
| —                               | —                          | —                          | таэль, лян                  | 2 тикаля                        | 2                               |
| бат                             | бат                        | кьят (кейат), ча (джа)     | тикаль                      | 2 майонга                       | 1                               |
| майонг, сонгсалунг (сонгсалынг) | —                          | —                          | —                           | 2 салунга                       | 1⁄2                             |
| салунг (салынг)                 | слинг                      | мат                        | —                           | 2 фуанга                        | 1⁄4                             |
| фуанг (фыанг)                   | хваунг (хуон)              | му                         | —                           | 2 сонгня                        | 1⁄8                             |
| сик                             | пай                        | пе                         | сонгнь                      | 2 пайя                          | 1⁄16                            |
| сяо (сиеу)                      | пе                         | —                          | пай                         | 2 ата                           | 1⁄32                            |
| —                               | тьен                       | —                          | —                           | —                               | 1⁄40                            |
| Clam (?)                        | —                          | пья, paysan tabya (?)      | ат (атт)                    | 2 солота                        | 1⁄64                            |
| Lott (?)                        | —                          | —                          | солот                       | 50 каури                        | 1⁄128                           |
| —                               | кас                        | —                          | —                           | —                               | 1⁄2400                          |
| биа                             | —                          | —                          | каури                       | —                               | 1⁄6400                          |

Локальные денежные системы имели некоторые отличия как с точки зрения местных наименований, так и содержания серебра в базовых денежных единицах. Так, в середине XIX века сиамский тикаль (бат) весил около 14 граммов, а бирманский (кьят) — около 16 граммов.
Первые сиамские монеты, номинированные в тикалях, чеканились в 1350—1860 годах. Это были крупные (до 65 мм в диаметре, весом до 1,215 кг) выпуклые слитки, напоминавшие барабаны буддийских монахов, с двумя типами клейм — монетного двора (колесо или звезда) и правительства. С 1861 года для Сиама на монетном дворе Бирмингема начали чеканить монеты европейского типа (плоские и круглые), которые получили название «рьен». Достоинство части из них также было обозначено в тикалях. 21 августа 1898 года власти Сиама объявили о начале перехода на десятичную систему денежного счёта (1 тикаль = 100 сатангов), который завершился 25 ноября 1902 года. Кроме монет, с 1853 года в обращение выпускались номинированные в тикалях банкноты. С 15 апреля 1928 года национальная валюта Сиама стала официально именоваться батом. При этом если ранее бат являлся местным названием тикаля, то с 1928 года тикаль остался вторым названием национальной валюты Таиланда.
До 1887 года сиамский тикаль был также основной денежной единицей Лаоса, оккупированного Сиамом.
Первые собственные монеты на территории Камбоджи были отчеканены при короле Анг Дуонге (годы правления: 1841—1859). Иногда они называются «башенные монеты», поскольку на их аверсе был изображён храм с тремя башнями. Это были серебряные (весом около 3,4 грамма, равные 1⁄4 тикаля), медные (1 ат или 1⁄64 тикаля) и оловянные монеты (предположительно в 3 и 1⁄4 тикаля). Король Нородом (1860—1904), при котором Камбоджа стала французской колонией, приравнял 1 тикаль к 4 франкам. При нём были выпущены монеты с датой «1860», чьи номиналы следовали за французскими образцами. Иногда эта группа денежных знаков называется камбоджийским франком. 24 декабря 1878 года французские власти объявили денежной единицей Камбоджи индокитайский пиастр, однако первые номинированные в новой валюте денежные знаки были выпущены в обращение только 22 декабря 1886 года.
Денежная система Бирмы в большой степени, чем в других государствах региона, ориентировалась на Индию, поэтому монеты могли иметь обозначение номинала как в местных денежных единицах, так и в индийских. Собственные ключевые бирманские денежные единицы в различные периоды имели следующие два ряда соотношений:
- 1 кьят (тикаль) = 4 мата = 8 му = 16 пе = 64 пья;
- 1 кьят = 5 матов = 10 му = 20 пе = 80 пья.

Первые монеты Бирмы были отчеканены в годы правления короля Миндона (1853—1878) из расчёта 1 серебряный кьят = 1 рупии, 1 золотой кьят = 1 мухру. В 1883 году некоторые из областей, а в 1885 году вся Бирма стала британской колонией, а её денежной единицей была провозглашена индийская рупия; при этом ранее выпущенные монеты были демонетизированы только 1 апреля 1892 года.